# Aaron Ben Eliasz
Aaron Ben Eliasz (hebr. ‏אהרון בן אליהו האחרון‎, ur. 1328/1330 lub ok. 1300, zm. 1369 w Konstantynopolu) – żydowski uczony, poeta, egzegeta i halachista, najważniejszy przedstawiciel filozofii karaimskiej. 
Pochodził z Nikomedii lub Kairu. Większość życia spędził w Azji Mniejszej, od około 1350 roku przebywał w Konstantynopolu.

## Twórczość
Posiadał dogłębną znajomość Talmudu, literatury rabinicznej oraz telogii islamskiej. Był zwolennikiem ścisłego przestrzegania wszystkich micwot oraz dosłownej interpretacji pism.
Napisał trylogię, która składa się z Ec ha-Chajim (Drzewo Życia), Gan Eden i Keter Tora (Korona Tory).
Pierwsze dzieło zajmuje się istotą religii, jest świadomym naśladownictwem Przewodnika błądzących (More newuchim) Mojżesza Majmonidesa, jednakże w założeniu jest to jego przeciwwaga. Aaron Ben Eliasz wziął w obronę podstawowe teorie Kalamu, które zostały poddane krytyce w dziele Majmonidesa, twierdząc, że są zgodne z nauczaniem biblijnym, a więc mają pochodzenie żydowskie, podczas gdy system Arystotelesa jest wobec Judaizmu obcy, zarówno co do początku, jak i podstawowych teorii. Kiedy Majmonides zawęża działanie Opatrzności Bożej, ogarniającej wszystkie byty, do samego tylko rodzaju ludzkiego, czyni ustępstwo na rzecz arystotelizmu, zaprzeczając doktrynie biblijnej. Jednak, mimo tej obrony prawdy o powszechności działania Opatrzności, karaimski filozof nie wzbraniał się jednocześnie przed uznaniem za prawdziwą w dużym stopniu teorię zdeterminowania bytów ziemskich przez gwiazdy (tzw. determinacja astralna).
Druga księga zgłębia zasady prawa karaimskiego. Natomiast ostatnia jest komentarzem do Pięcioksięgu, opartym na dosłownej interpretacji tekstu.